# 祭白虎
祭白虎是一種中國民俗信仰（詳見打小人），也是粵劇戲班中一種傳統。
《祭白虎》是一齣短劇，粵劇戲班通常在正式劇目前先演此劇，就是所謂「破台」的儀式。戲行中人相信白虎星君是災星，如果災星顯靈，將會發生意外，而如果在儀式舉行前及過程中說話，會被白虎利用，而答話的戲班成員便會受白虎星所害。祭白虎儀式完成後，閉口禁忌才得解除，戲班才可正常運作及演出。